# École Nationale Supérieure de Techniques Avancées
Fundada en 1741, l'École Nationale Supérieure de Techniques Avancées, també anomenada ENSTA ParisTech, és una Grande école d'enginyeria de França. Està situada a Palaiseau, França: Campus Universitat París-Saclay.
LENSTA ParisTech és un establiment públic d'ensenyament superior i recerca tècnica. L'Escola lliura el diploma d'enginyer d'ENSTA ParisTech (Màster Ingénieur ENSTA ParisTech), el diploma Màster recerca, Mastère spécialisé i MOOC.

## Graduats famosos
- Adhémar Jean Claude Barré de Saint-Venant, enginyer, físic i matemàtic francès.